# 조찬 (문안왕)
문안왕 조찬(文安王 曹贊, ? ~ ?)은 조위의 황족이자 제후왕으로, 무제의 증손이자 낭야원왕의 아들이다.

## 생애
청룡 원년(233년), 북해도왕이 죽었다. 조찬은 북해도왕의 양자로 입적되어 창향공(昌鄕公)에 봉해졌다.
경초 2년(238년)에 요안왕(饒安王)에 봉해졌고, 정시 7년(246년) 문안(文安)나라로 전봉되었다. 봉지는 정원·경원 연간에 늘어나 3,500호에 이르렀다.

## 출전
- 진수, 《삼국지》 권20 무문세왕공전

| 전임 (첫 봉건) | 조위의 요안왕 238년 - 246년 | 후임 (봉국 폐지) |

| 전임 (첫 봉건) | 조위의 문안왕 246년 - ? | 후임 (불명) |